# Salvador Brau
Salvador Brau (Cabo Rojo, Puerto Rico, 11 de enero de 1842 - San Juan, 5 de noviembre de 1912) fue un escritor, político e historiador puertorriqueño. Su padre fue Bartolomé Brau Martí, natural de Mataró y maestro en artes decorativas que llegó a Puerto Rico hacia el 1830. Al poco tiempo se le unió su familia, pero le fueron arrebatados por la muerte, su esposa y sus dos hijos. En Cabo Rojo, Bartolomé Brau contrae segundas nupcias con la criolla Luisa Asencio, hija de padres peninsulares, pero provenientes de Venezuela. De esta unión, nació en Cabo Rojo, el 11 de enero de 1842, siendo bautizado con los nombres de Salvador Bartolomé Higinio.

## Biografía
Luego de recibir su educación elemental, empezó a trabajar como dependiente y auxiliar de escritorio de una firma comercial, quedando a la muerte de su padre como jefe de una familia de cinco hermanos a los cuales debía mantener. Sin embargo y a pesar de sus grandes dificultades económicas el joven siguió desarrollando su intelecto, dedicándose a la lectura en sus momentos libres.  Es así que obtiene una educación autodidacta y ya a los 16 años escribía versos y dirigía una sociedad teatral.
Con sus amigos fundó en Cabo Rojo el «Círculo Popular de Enseñanza Mutua», donde se daban clases de idiomas y materias de carácter científico.  A los 23 años Salvador Brau era secretario de la Junta de Instrucción de su pueblo y colaboraba en la prensa de San Juan. En 1873, bajo el Gobierno de la Primera República Española, era Síndico del Consejo Municipal.
Su primer drama Héroe y Mártir, inspirado en la historia de los Comuneros de Castilla, se estrena en Cabo Rojo en 1871 y luego se representa en Mayagüez y otros pueblos de la isla. El éxito de la obra le induce a escribir dos obras adicionales: De La Superficie al Fondo y La Vuelta al Hogar. En adición sus poesías están recopiladas en el poemario Hojas Caídas publicadas en las postrimerías de su vida.
En 1865 contrae nupcias con Encarnación Zuzurregui y en 1880 se traslada hacia San Juan con su familia para ejercer el cargo de Cajero de la Tesorería. Al mismo tiempo colaboraba en la prensa de la capital y es más tarde jefe de redacción de El Agente, donde sus campañas liberales le indisponen con el gobernador quien lo cesa de su cargo. Adquiere entonces El Clamor del País desde el cual prosigue difundiendo sus ideas de avanzada.  En 1889 es elegido Diputado Provincial por Mayagüez y se le reelige como Secretario General del Partido Autonomista. Por motivo de las cercanías del Cuarto Centenario del Descubrimiento, Brau se traslada a España en 1894, comisionado por la Diputación Provincial para hacer investigaciones sobre Puerto Rico en el Archivo de Indias en Sevilla.
Regresa en 1897 y el Gobierno Autonómico lo nombra Jefe de las Oficinas de Aduana. Desde 1903 hasta su muerte desempeñó el cargo oficial de Historiador de Puerto Rico.

## Trabajos
Sus libros constituyen un importante aporte al estudio de la historia de Puerto Rico:
- Puerto Rico y su historia (1892)
- La colonización de Puerto Rico (1903)
- Historia de Puerto Rico (1904)
- La fundación de Ponce: estudio retrospectivo que comprende desde los asomos de vecindad europea en las riberas del Portugués, al terminar el siglo XVI, hasta el incendio casi total del pueblo de Ponce en febrero de 1820. Ponce, Puerto Rico: Taller Tipografico Comercial "La Democracia". 1909.